# Tribunal révolutionnaire
 (février 2017).
Le Tribunal révolutionnaire est une juridiction criminelle à caractère politique établie en France sur proposition des députés Georges Danton, Robert Lindet et René Levasseur, par le décret du 10 mars 1793 sous la dénomination de Tribunal criminel extraordinaire, au motif de combattre la contre-révolution. Il a fonctionné jusqu'au 31 mai 1795.

## Liminaire
Le 15 février 1792, le « Tribunal criminel » (à ne pas confondre avec le tribunal criminel extraordinaire, qui est le tribunal révolutionnaire) est institué avec Maximilien Robespierre comme accusateur public dans le cadre des affaires de droit commun.
Après la journée du 10 août 1792, un premier Tribunal révolutionnaire est créé dans l'urgence par l'Assemblée nationale le 17 août 1792, une décision qui est d'exception, et ce, afin de juger les crimes politiques (activités anti-révolutionnaires, haute trahison, complots, etc.). Ce tribunal est supprimé par la Convention le 29 novembre 1792, au moment où débute le procès de Louis XVI. Connue sous le nom de Tribunal du 17 août, l'entité n'a jugé que 61 affaires et prononcé 22 condamnations à mort.
Le 10 mars 1793, est édictée par la Convention nationale le décret portant sur la création du Tribunal criminel extraordinaire, qui devient cette fois, une véritable institution, et non plus une exception, du système politique en vigueur, aux côtés du Comité de sûreté générale et du Comité de salut public.
De 1793 à 1795, le Tribunal révolutionnaire dirigé par Antoine Fouquier-Tinville, sur la seule place de Paris, condamne à mort 2 639 personnes. Pendant la Terreur, le Tribunal rend 4 021 jugements entre un premier jugement du 6 avril 1793 et la chute de Robespierre, le 8 thermidor an II (26 juillet 1794), dont 2 585 condamnations à mort et 1 306 acquittements. Pendant la période de la « Grande Terreur » du 14 juin au 27 juillet 1794, 1 356 à 1 515 personnes sont exécutées. Après la journée du 9 Thermidor, le nombre de condamnation chute drastiquement : entre août et septembre 1794, 43 personnes sont condamnées à mort et exécutées. Au total, 1 185 personnes sont encore jugées par le Tribunal révolutionnaire entre août 1794 et avril 1795, mais 85 % d'entre-elles sont acquittées.  
Le Tribunal révolutionnaire siège au palais de justice de Paris, installé dans la Grand-chambre du parlement de Paris rebaptisée « Salle de la Liberté ». Les séances, publiques, ont lieu devant un parterre de personnes désœuvrées, essentiellement des femmes qui recevaient des secours de la Commune pour y occuper les places et représenter l'opinion (on les appelait « les tricoteuses »).[réf. nécessaire]
Le compte-rendu des séances fait l'objet chaque semaine de publications comme celle du Bulletin du Tribunal révolutionnaire. La liste récapitulative des guillotinés a été publiée en 1794-1795.
D'autres juridictions criminelles sont appelées Tribunal révolutionnaire, avec un accusateur public, dans les départements, en particulier à Brest et à Toulouse. « Le Tribunal jacobin » de Toulouse fonctionna 99 jours, du 25 nivôse (14 janvier 1794) au 3 floréal an II (22 avril 1794) (…) 95 accusés furent appelés à la barre (…) La peine capitale fut prononcée contre 31 prévenus.
Jean Tinelle, un garçon serrurier, fut arrêté et condamné à mort le 5 prairial an III (24 mai 1795) « pour avoir porté la tête du représentant Féraud ». Il est le 2807e et dernier condamné à mort du Tribunal révolutionnaire avant sa suppression.
Le Tribunal révolutionnaire est dissous le 31 mai 1795.

## Compétence
Sa compétence est fort étendue :
« Il sera établi à Paris un tribunal criminel extraordinaire, qui connoîtra de toute entreprise contre-révolutionnaire, de tous attentats contre la liberté, l'égalité, l'unité, l'indivisibilité de la république, la sûreté intérieure et extérieure de l'État, et de tous les complots tendant à rétablir la royauté, ou à établir toute autre autorité attentatoire à la liberté, à l'égalité et à la souveraineté du peuple, soit que les accusés soient fonctionnaires civils ou militaires, ou simples citoyens ».
Le domaine est élargi par le décret de la Convention du 22 prairial an II (10 juin 1794) réformant le Tribunal révolutionnaire.
« IV. Le tribunal révolutionnaire est institué pour punir les ennemis du peuple.
V. Les ennemis du peuple sont ceux qui cherchent à anéantir la liberté publique, soit par la force, soit par la ruse.
VI. Sont réputés ennemis du peuple ceux qui auront provoqué au rétablissement de la royauté, ou cherché à avilir ou dissoudre la Convention nationale et le gouvernement révolutionnaire et républicain dont elle est le centre.
Ceux qui auront trahi la République dans le commandement des places et des armées ou dans toute autre fonction militaire ; entretenu des intelligences avec les ennemis de la République, travaillé à faire manquer les approvisionnements ou le service des armées.
Ceux qui auront cherché à empêcher les approvisionnements de Paris, ou à causer la disette dans la République.
Ceux qui auront secondé les projets des ennemis de la France, soit en favorisant la retraite et l'impunité des conspirateurs et de l'aristocratie, soit en persécutant et calomniant le patriotisme, soit en corrompant les mandataires du Peuple, soit en abusant des principes de la Révolution, des lois ou des mesures du gouvernement, par des applications fausses et perfides.
Ceux qui auront trompé le Peuple ou les représentants du Peuple pour les induire à des démarches contraires à la liberté.
Ceux qui auront cherché à inspirer le découragement pour favoriser les entreprises des tyrans coalisés contre la République.
Ceux qui auront répandu de fausses nouvelles pour diviser ou pour troubler le Peuple.
Ceux qui auront cherché à égarer l'opinion et à empêcher l'instruction du Peuple, à dépraver les mœurs et à corrompre la conscience publique, et altérer l'énergie et la pureté des principes révolutionnaires et républicains, ou à en arrêter les progrès, soit par des écrits contre-révolutionnaires ou insidieux, soit par toute autre machination.
Les fournisseurs de mauvaise foi qui compromettent le salut de la République, et les dilapidateurs de la fortune publique, autres que ceux compris dans les dispositions de la loi du…
Ceux qui étant chargé de fonctions publiques, en abusent pour servir les ennemis de la Révolution, pour vexer les patriotes, pour opprimer le peuple.
Enfin, tous ceux qui sont désignés dans les lois précédentes, relatives à la punition des conspirateurs et contre-révolutionnaires, et qui, par quelque moyen que ce soit, et de quelque dehors qu'ils se couvrent, auront attenté à la liberté, à l'unité, à la sûreté de la République, ou travaillé à en empêcher l'affermissement. »

## Composition et fonctions
« Le tribunal sera composé d'un jury et de cinq juges qui dirigeront l'instruction et appliqueront la loi, après la déclaration des jurés sur le fait. » (art. 2)
« Les juges ne pourront rendre aucun jugement s'ils ne sont au moins au nombre de trois. » (art. 3)
« Celui des juges qui aura été le premier élu présidera ; et, en cas d’absence, il sera remplacé par le plus ancien d’âge. » (art. 4)
« Les juges seront nommés par la Convention nationale, à la pluralité relative des suffrages, qui ne pourra néanmoins être inférieure au quart des voix. » (art. 5)
« Il y aura auprès du tribunal un accusateur public et deux adjoints ou substituts, qui seront nommés par la Convention nationale, comme les juges et suivant le même mode. » (art. 6)
« Il sera nommé par la Convention nationale douze citoyens du département de Paris et des quatre départements qui l’environnent, qui rempliront les fonctions de jurés, et quatre suppléants du même département, qui remplaceront les jurés en cas d'absence, de récusation ou de maladie. » (art. 7)
« Les juges du tribunal éliront, à la pluralité absolue des suffrages, un greffier et deux huissiers ; le greffier aura deux commis qui seront reçus par les Juges. » (art. 15)

## Procédure
« Tous les procès-verbaux de dénonciation, d'information, d'arrestation seront adressés en expédition par les corps administratifs à la Convention nationale, qui les renverra à une commission de ses membres chargée d'en faire l'examen et de lui en faire le rapport. » (art. 9)
« Il sera formé une commission de six membres de la Convention nationale, qui sera chargée de l’examen de toutes les pièces, d'en faire le rapport et de rédiger et de présenter les actes d'accusation, de surveiller l'instruction qui se fera dans le tribunal extraordinaire, d'entretenir une correspondance suivie avec l'accusateur public et les juges sur toutes les affaires qui seront envoyées au tribunal et d'en rendre compte à la Convention nationale. » (art. 10)
« Les accusés qui voudront récuser un ou plusieurs jurés, seront tenus de proposer les causes de récusation par un seul et même acte; et le tribunal en jugera la validité dans les vingt-quatre heures. » (art. 11)
« Les jurés voteront et formeront leur déclaration publiquement, à haute voix, à la pluralité absolue des suffrages. » (art. 12)
« Les jugements seront exécutés sans recours au tribunal de cassation. » (art. 13)
« Les accusés en fuite qui ne se représenteront pas dans les trois mois du jugement, seront traités comme émigrés, et sujets aux mêmes peines, soit par rapport à leur personne soit par rapport à leurs biens. » (art. 14)
Les moyens de preuves sont précisés par le décret du 22 prairial an II (10 juin 1794) réformant le Tribunal Révolutionnaire.
« VIII. La preuve nécessaire pour condamner les ennemis du Peuple est toute espèce de document, soit matériel, soit moral, soit verbal, soit écrit qui peut naturellement obtenir l'assentiment de tout esprit juste et raisonnable. La règle des jugements est la conscience des jurés éclairés par l'amour de la Patrie ; leur but est le triomphe de la République et la ruine de ses ennemis ; la procédure, les moyens simples que le bon sens indique pour parvenir à la connaissance de la vérité dans les formes que la loi détermine.
Elle se borne aux points suivants :
IX. Tout citoyen a le droit de saisir et de traduire devant les magistrats les conspirateurs et les contre-révolutionnaires. Il est tenu de les dénoncer dès qu'il les connaît, sous peine de complicité.
X. Nul ne pourra traduire personne devant le Tribunal révolutionnaire, si ce n'est la Convention nationale, le comité de salut public, le comité de sûreté générale, les commissaires du peuple, commissaires de la convention et l'accusateur public.
XII. L'accusé sera interrogé à l'audience et en public ; la formalité de l'interrogatoire secret qui précède l'audience est supprimée comme superflue.
XIII. S'il existe des preuves, soit matérielles, soit morales, il ne sera pas entendu de témoins, à moins que cette formalité ne paraisse nécessaire, soit pour découvrir des complices, soit pour d'autres considérations majeures d'ordre public.
XIV. Dans ce cas … l'accusateur public fera appeler les témoins … sans distinguer les témoins à charge et à décharge. (les témoins étaient cités sans être tous nommés et sans préciser sur quoi portait leur témoignage)
XV. Toutes les dépositions seront faites en public et aucune déposition écrite ne sera reçue…
XVI. La loi donne pour défenseurs aux patriotes calomniés des jurés patriotes ; elle n'en accorde point aux conspirateurs (autrement dit, il n'y a pas d'avocat de la défense, les jurés en tiennent lieu).
XVI. L'accusateur public ne pourra de sa propre autorité renvoyer un prévenu adressé au tribunal, ou qu'il y aura fait traduire lui-même ; dans le cas où il n'y aurait pas matière à une accusation devant le tribunal, il en fera un rapport écrit et motivé à la Chambre du conseil qui prononcera ; mais aucun prévenu ne pourra être mis hors d'accusation avant que la décision de la Chambre n'ait été communiquée au Comité de Salut public qui l'examinera.
XX. La Convention déroge à toutes celles des lois précédentes qui ne concorderaient point avec le présent décret, et elle n'entend pas que les lois concernant l'organisation des tribunaux s'appliquent aux crimes de contre-révolution et à l'action du Tribunal révolutionnaire. »

## Peines encourues
« Les juges du tribunal extraordinaire prononceront les peines portées par le Code pénal, et les lois postérieures contre les accusés convaincus, et lorsque les délits qui demeureront constants, seront dans la classe de ceux qui doivent être punis des peines de la police correctionnelle, le tribunal prononcera ces peines sans renvoyer les accusés aux tribunaux de police » (T. II, art. 1).
« Les biens de ceux qui seront condamnés à la peine de mort seront acquis à la République, et il sera pourvu à la subsistance des veuves et des enfants, s'ils n'ont pas de biens d'ailleurs » (T. II, art. 2).
« Ceux qui étant convaincus de crimes ou de délits qui n’auraient pas été prévus par le Code pénal ou les lois postérieures, ou dont la punition ne serait pas déterminée par les lois et dont l'incivisme et la résidence sur le territoire de la République auraient été un sujet de trouble public et d'agitation, seront condamnés à la peine de déportation » (T. II, art. 3).

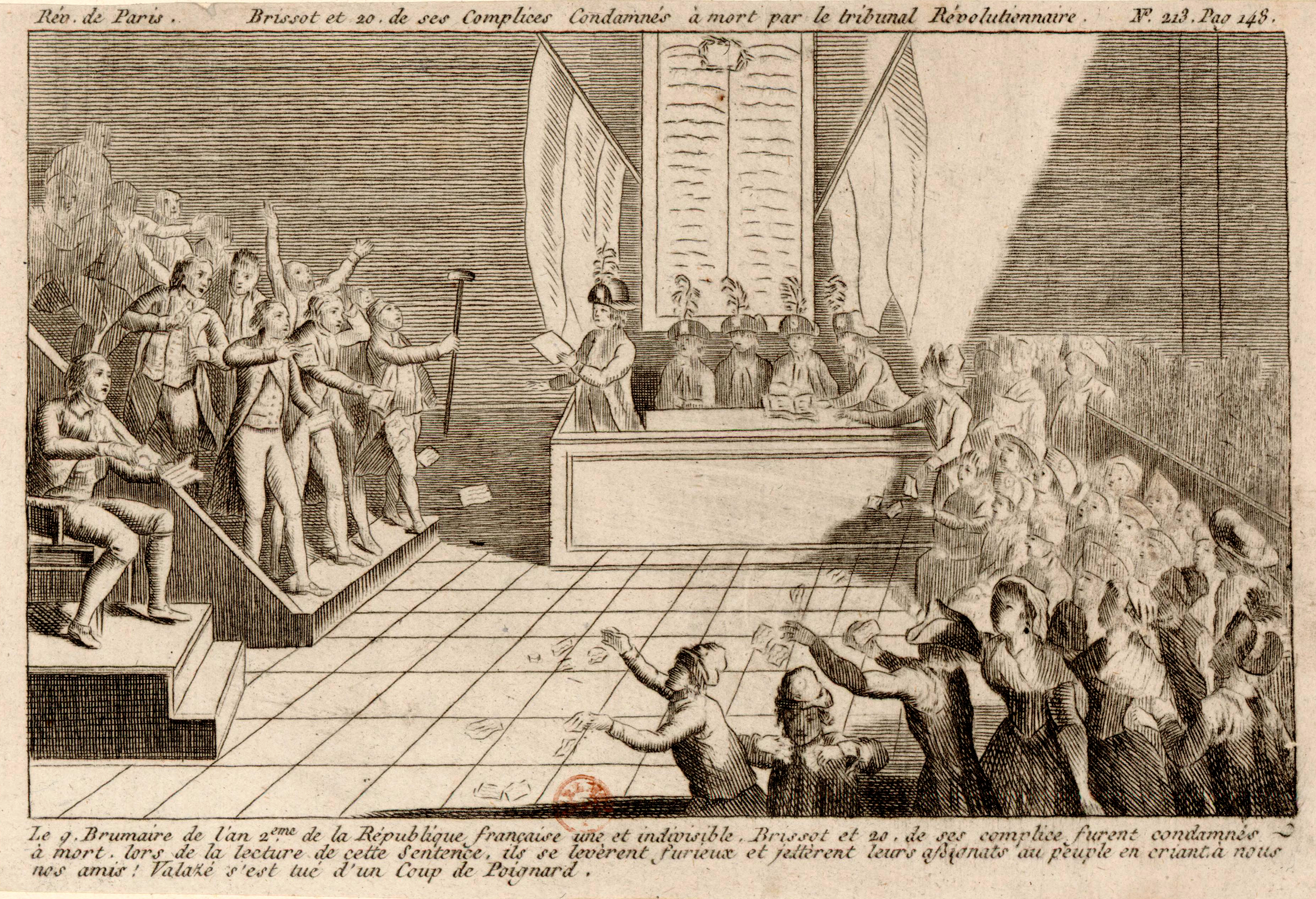
Brissot et vingt autres conventionnels « girondins » devant le Tribunal révolutionnaire.
Estampe anonyme, Paris, BnF, département des estampes, 1793.

La peine est rapidement limitée à la peine capitale par le décret de la Convention du 22 prairial an II (10 juin 1794) réformant le Tribunal Révolutionnaire :
« VII. La peine portée contre les délits dont la connaissance appartient au Tribunal révolutionnaire est la mort. »

## Siège et émoluments
« Le conseil exécutif est chargé de pourvoir à l'emplacement du tribunal. » (T. II, art. 4)
« Le traitement des juges, greffiers, commis et huissiers du tribunal sera le même que celui qui a été décrété pour les juges, greffiers, commis et huissiers du tribunal criminel du département de Paris. » (T. II, art. 5)

## Histoire

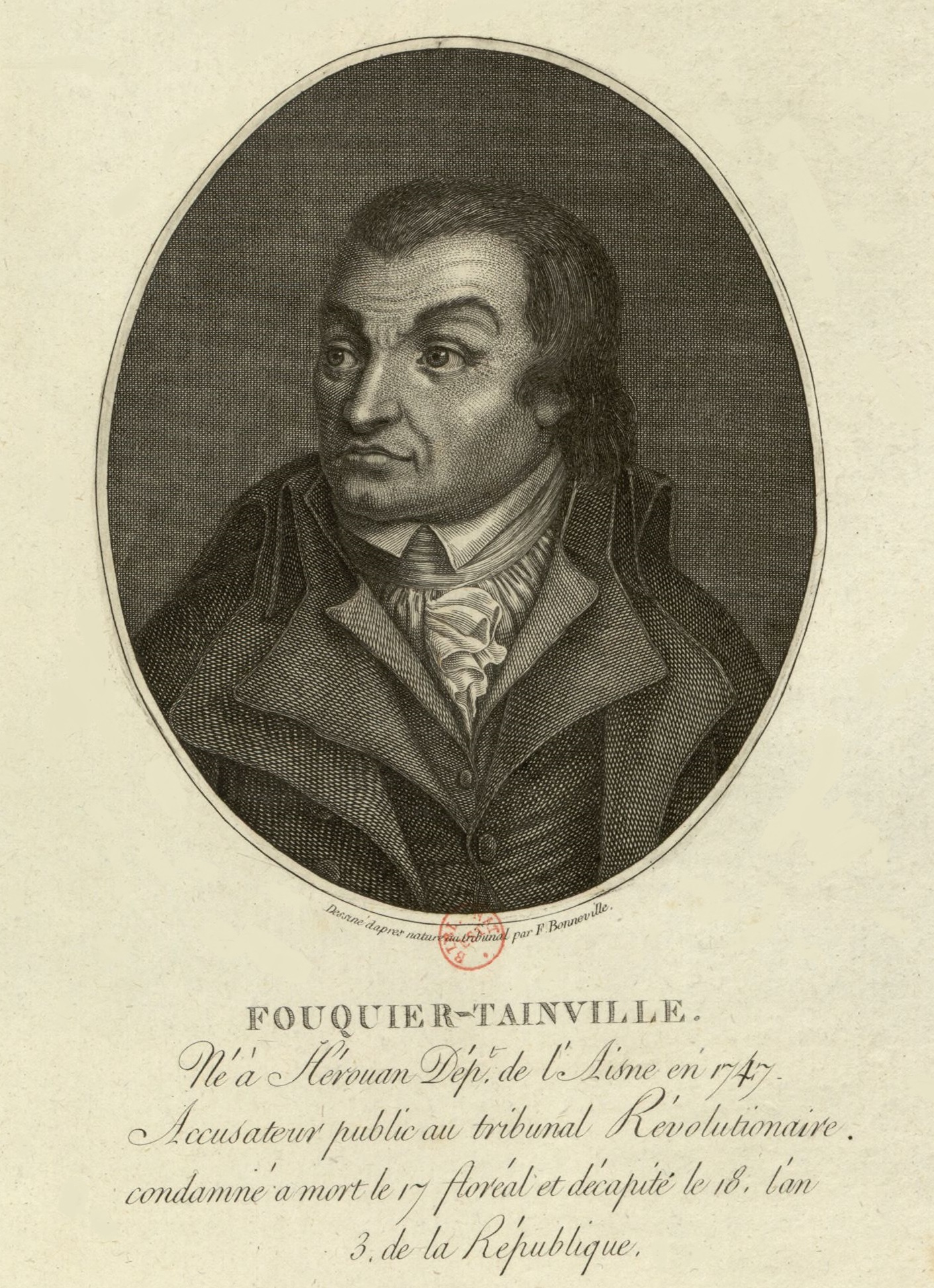
Antoine Fouquier-Tinville,
estampe de François Bonneville,
Paris, BnF, département des estampes, 1796.

Le 9 mars 1793, la Convention nationale vote, sur proposition de Danton et Levasseur, un décret rétablissant à Paris un tribunal extraordinaire, sans appel ni recours au tribunal de cassation, pour le jugement des traîtres, conspirateurs et contre-révolutionnaires. Le lendemain, plusieurs projets d'organisation sont présentés : Lindet propose l'installation de neuf juges dispensés de toute forme de formalité, sur le modèle de l'Ancien Régime ; Barère, Cambon et Billaud-Varenne soutiennent le jury, institution révolutionnaire. Ces derniers l'emportent finalement. Mais les douze jurés, les cinq juges, l’accusateur public et ses deux adjoints sont nommés par l'Assemblée. De même, Thuriot fait décider le vote des juges à haute voix.
Le 13 mars 1793, la Convention nationale procède à l'élection de l'accusateur public. Sont nommés : Louis-Joseph Faure, accusateur public près le tribunal criminel du département de Paris ; substituts : Antoine-Quentin Fouquier-Tinville, substitut de l'ancien tribunal criminel (163 voix), et Jean-Baptiste Fleuriot-Lescot, réfugié belge à Paris (162 voix). Faure décline la fonction, Fouquier-Tinville prend la place et Donzé-Verteuil, ancien moine, le remplace comme substitut. Un organisme, nommé commission des six, est constitué pour saisir le tribunal.
Le 27 mars un décret additionnel règle le reclassement du personnel après la cessation de leurs travaux, l'indemnisation des frais de voyage, le personnel subalterne et le renvoi par les tribunaux criminels à la Convention nationale des faits dont ils seraient saisis, punissables en vertu de l'article premier de la loi du 10 mars 1793.
Le 28 mars, la Convention nationale décrète que le tribunal extraordinaire entrerait en fonction le jour même. Le maire de Paris installe le tribunal dans la salle de la Liberté le 29 mars 1793.
Dès lors, le tribunal révolutionnaire est en mesure de fonctionner : la première audience a lieu le 6 avril 1793 et la dernière le 31 mai 1795. L'alimentation en prévenus est assurée par les policiers de Paris nommés par la Commune.
Trois présidents se succèdent pendant cette période : Jacques-Bernard-Marie Montané, avocat toulousain, juge de paix jusqu'en juillet 1793, destitué et emprisonné après le procès de Charlotte Corday ; Martial Herman, président du tribunal criminel du Pas-de-Calais, d'août à avril 1794, libéré de ses fonctions après le procès de Danton et enfin René-François Dumas, de Lons-le-Saunier, jusqu'au 9 Thermidor.

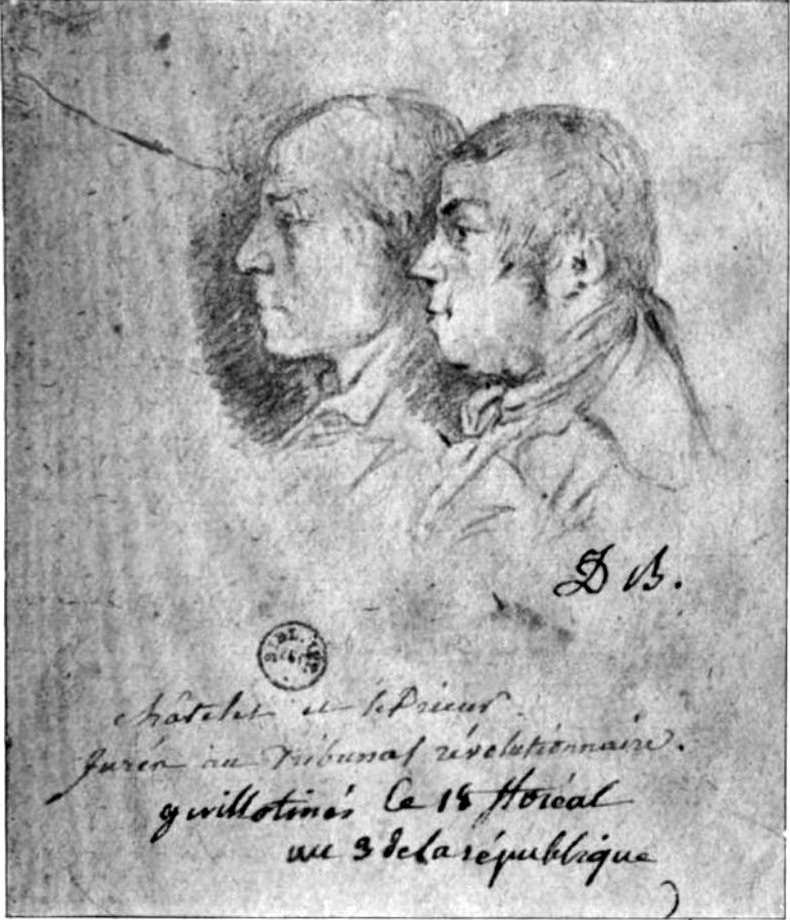
Jean Duplessis-Bertaux : Châtelet et Prieur, jurés au Tribunal révolutionnaire. Ils seront guillotinés à leur tour le 18 floréal an III (croquis d'audience).

Paralysés dès leur installation par la commission des six qui ne lui a encore envoyé personne, les juges sont accusés d'inertie.
Le 2 avril 1793, sur proposition de Jean-Paul Marat et de Jean-Baptiste Carrier, la Convention nationale décrète :

« La Convention nationale supprime la commission des six; autorise l'accusateur public de ce tribunal à poursuivre les délits de sa compétence sur les décrets d'accusation rendus et à rendre par la Convention nationale. »

Le 5 avril, sur proposition de Louis Joseph Charlier, la Convention nationale rapporte son décret du 2 avril 1793 (art. 1) et décrète que l'accusateur public près du tribunal est autorisé à faire arrêter, poursuivre et juger tous prévenus, sur la dénonciation des autorités constituées ou des citoyens (art. 2).
Ne pourra cependant ledit accusateur décerner aucun mandat d'arrêt ni d'amener contre les membres de la Convention nationale sans un décret d'accusation, ni contre les ministres et généraux des armées de la République, sans en avoir obtenu l'autorisation de la Convention. (art. 3).
L’accusateur public, Fouquier-Tinville, utilisant des réquisitoires-jugements pré-imprimés où il ne restait plus qu'à ajouter le nom, la date et un motif de condamnation, envoie 2 627 personnes à l'échafaud en un an (de mars 1794 à mars 1795).
Le 6 avril 1793, le premier accusé comparaît. Suit le 11 avril l'ancien gouverneur de Saint-Domingue, Blanchelande, qui est guillotiné le 15.
Jean-Paul Marat, décrété d'accusation par la Convention nationale le 12 avril, comparaît le 24 avril et est acquitté (meurt assassiné le 13 juillet 1793).

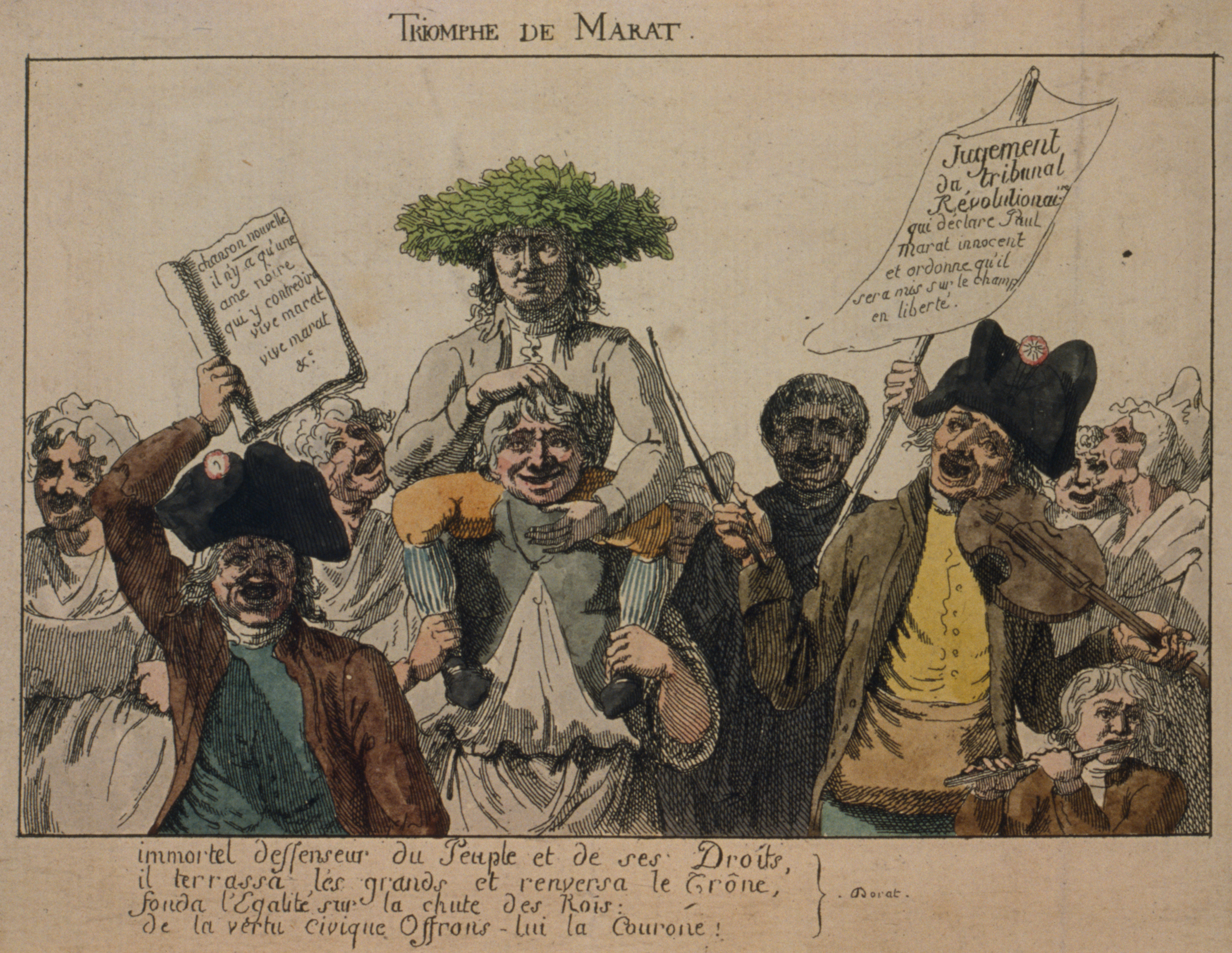
Marat porté en triomphe après son acquittement par le Tribunal révolutionnaire.

Il est suivi entre autres, avec le même sort que celui de Blanchelande, de :
- Charlotte Corday, le 16 juillet 1793 ;
- Marie-Antoinette, du 23 vendémiaire (14 octobre 1793) au 25 vendémiaire an II (16 octobre 1793) ;
- 21 Girondins, dont Jacques Pierre Brissot, Pierre Victurnien Vergniaud et Armand Gensonné, les 3-9 brumaire an II ;
- Olympe de Gouges, le 3 novembre 1793 ;
- le duc d'Orléans dit « Philippe-Égalité » le 16 brumaire an II (6 novembre 1793) ;
- Madame Roland, le 18 brumaire an II (8 novembre 1793) ;
- Jean Sylvain Bailly, les 19-20 brumaire an II ;
- Antoine Barnave, les 7-8 frimaire an II ;
- 20 Hébertistes, dont Jacques René Hébert et Jean-Baptiste Cloots, les 1er-4 germinal an II ;
- 14 Dantonistes, dont Georges Jacques Danton, Camille Desmoulins, Fabre d'Églantine et Hérault de Séchelles, les 13-16 germinal an II) ;
- 4 des policiers de Paris (Nicolas André Marie Froidure, Jean-Baptiste Marino, Prosper Soulès et François Dangé) qui avaient arrêté toutes les personnes ci-dessus, lors du procès des chemises rouges ;
- Les 17 carmélites de Compiègne, 29 messidor an II.

Par le décret du 8 brumaire an II (29 octobre 1793), rendu sur la motion de Billaud-Varenne, le tribunal criminel extraordinaire porte désormais le nom de tribunal révolutionnaire.
La loi du 22 prairial an II (10 juin 1794), qui porta la Terreur à son apogée, la Grande Terreur, est présentée par Georges Couthon au nom du comité de salut public.
En vertu de cette loi, tout suspect est condamné et le tribunal révolutionnaire n'est plus qu'une simple formalité entre l'acquittement et la guillotine.[réf. nécessaire]

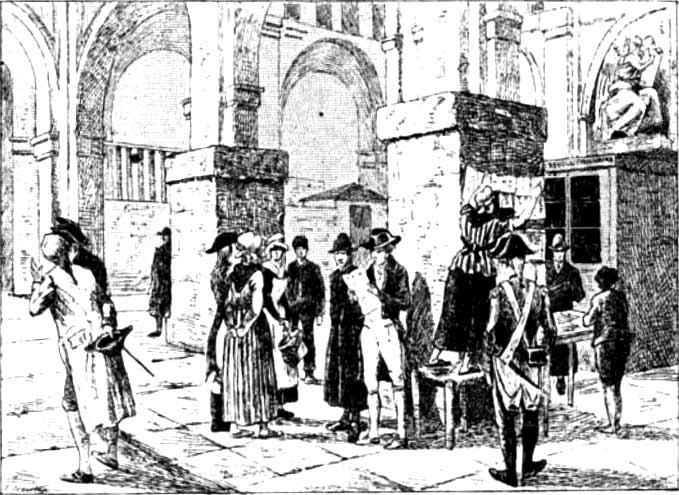
La salle des pas perdus du Palais de Justice et l'entrée du Tribunal révolutionnaire en 1793.
Illustration du XIXe siècle.

La composition du tribunal s'étoffe, son activité étant amenée à augmenter significativement.
Président : René-François Dumas.
Vice-présidents : Coffinhal, Scellier, Naulin.
Accusateur public : Fouquier-Tinville.
Substituts : Michel-Nicolas Grebeauval, Royer, Gilbert Liendon, Givois (agent national du district de Cusset) Bravet, Barbier (de Lorient), Harny, François Garnier-Launay, Paillet, Jean-Louis-Paul Laporte, Félix, Loyer.
Jurés : Renaudin, Benoitrais, Fauvetti, Jacques Nicolas Lumière, Feneaux, Gauthier, Meyère, Claude-Louis Châtelet, Petit-Tressin, François Trinchard, François Topino-Lebrun, Jean-Baptiste Sambat, Pijot, Girard, Presselin, Didier, Vilatte, Dix-Août, Jean-Louis-Paul Laporte, Georges Ganney, Brochet, Aubry, Gemont, Jean-Louis Prieur, Maurice Duplay, Jean Devèze, Charles Huant Desboisseaux, Nicolas, Gravier, Billon, tous jurés actuels, Subleyras, Laveyron, l'aîné, Fillon, Potherel, Masson, Marhel, Laurent, Moulin, Dépréau, Émery, Lafontaine, Blachet, Debeaux, Gouillard, Dereys, Duquenel, Hannoyer, Butins, Pecht, Muguin.
Selon Gérard Walter, 509 condamnations à mort sont prononcées en prairial, 796 en messidor et 342 du 1er au 9 thermidor.
Les 10, 11 et 12 thermidor an II, 93 Robespierristes, dont Robespierre, Saint-Just, Georges Couthon, le juge du Tribunal René-François Dumas, Fleuriot-Lescot, François Hanriot et tous les officiers municipaux mis hors la loi, transitèrent par le tribunal révolutionnaire pour une reconnaissance d'identité avant la guillotine.
Le 10 thermidor, le comité de salut public s'occupe du renouvellement complet des membres du tribunal. Fouquier-Tinville y figure toujours comme accusateur public. Ce n'est que le 14, sur proposition de Fréron, qu'il fait l'objet d'un décret d'arrestation.
Une réorganisation du Tribunal révolutionnaire est votée le 8 nivôse (28 décembre 1794) et mise en application le 8 pluviôse an III (27 janvier 1795).
Le 8 germinal an III (28 mars 1795) s'ouvre le procès de Fouquier-Tinville et de ses vingt-trois coaccusés.
Le 12 prairial an III (31 mai 1795), le Tribunal révolutionnaire est supprimé. Ses anciens jurés, dont le peintre François Gérard, sont traînés en justice, et plusieurs d'entre eux guillotinés.
Le premier guillotiné est Louis-David Collenot, « prévenu d'embauchage », parmi d'autres condamnés, le 26 août 1792 le dernier de la période révolutionnaire, le 5 prairial an III (24 mai 1795), portant le no 2807, Jean Tinelle, garçon serrurier, « convaincu d'avoir porté la tête du représentant Féraud ».

## Fonctionnement du Tribunal révolutionnaire (10 juin 1794)
René-François Dumas préside habituellement. Il lit pêle-mêle l'acte d’accusation. On pose une question à chaque accusé. L’audience est terminée. Pour plus de sûreté, Fouquier-Tinville a fait préparer des condamnations en blanc et il suffit de rajouter directement le nom des accusés de la journée. Une fois le verdict rendu, les condamnés sont rassemblés dans l'une des pièces du greffe où ils vont être dépouillés de leurs objets personnels. La République héritait, en effet, de tous leurs biens
.

## Listes

### Auteurs du décret du 10 mars 1793
- Bertrand Barère de Vieuzac, auteur de la création du jury ;
- Jacques Nicolas Billaud-Varenne, auteur de la création du jury ;
- Pierre Joseph Cambon, auteur de la création du jury ;
- Jean-Baptiste Carrier, auteur de la proposition de décret ;
- Georges Danton, auteur de la proposition de décret ;
- René Levasseur, auteur de la proposition de décret ;
- Robert Lindet, auteur de la dispense de toutes formalités ;
- Jean-Paul Marat, auteur de la proposition de décret ;
- Jacques Alexis Thuriot, auteur du principe de vote des juges à haute voix.

### Membres du Tribunal révolutionnaire

#### Tribunal du 17 août 1792 continu au 29 mars 1793
- Donzé-Verteuil, substitut de l'accusateur public ;
- Louis-Joseph Faure, élu accusateur public, décline la fonction ;
- Jean-Baptiste Fleuriot-Lescot, substitut de l'accusateur public, condamné et guillotiné par le TR ;
- Fouquier-Tinville, accusateur public ;
- Martial Herman, président no 2 ;
- Laveyron, l'aîné, juré ;
- Robert Lindet, député fondateur du 1er TR ;
- René Levasseur, député fondateur du 1er TR ;
- Jacques Bernard Marie Montané, président no 1 ;
- Léopold Renaudin, né à Saint-Rémy (Vosges), juré[13], guillotiné ;
- Joseph Souberbielle, , juré[13] ;
- Subleyras, juré.

#### Tribunal révolutionnaire le 29 octobre 1793
- Aubry, juré ;
- Pierre Antoine Antonelle, juré[13] ;
- Louis-René Barbet, juré, ancien oratorien;
- Barbet (de Lorient), substitut de l'accusateur public ;
- Benoitrais, juré ;
- Billon, juré ;
- Blachet, juré ;
- Jean-Joseph Bousquet, juré, né à Toulouse, boucher à Paris, condamné no 2758 et guillotiné par le TR pour avoir entretenu des correspondances avec le Louis Capet et sa femme ;
- Bravet, substitut de l'accusateur public ;
- Brochet, juré ;
- Butin, juré ;
- Claude-Louis Châtelet[13], juré, condamné no 2799 et guillotiné par le TR ;
- Jean-Baptiste Coffinhal, vice-président, président par intérim avec Roussillon après l'arrestation de Montané, condamné no 2742 et guillotiné le 28 thermidor an II (15 août 1794) ;
- Georges Couthon, juge ;
- Debeaux, juré ;
- Gabriel Deliège, ex député à la Législative, nommé juge en remplacement de Montané ;
- Dereys, juré ;
- Charles Huant dit Desboisseaux, juré[13] ;
- Claude-Jean-François Despréaux, juré ;
- Jean Devèze, juré[13] ;
- Didier, juré ;
- Dix-Août : voir Leroy
- Claude-Emmanuel Dobsen, ex commissaire national, président par intérim après l'arrestation de Montané ;
- Donzé-Verteuil, substitut de l'accusateur public, nommé juge par le décret du 22 prairial an II, mais ne siège pas car il est accusateur public au Tribunal révolutionnaire de Brest avec Pierre-Louis Ragmey[14]. Voir l'exécution de 26 administrateurs du Finistère sous la Terreur ;
- René-François Dumas, président no 3 jusqu'au 8 thermidor ;
- Maurice Duplay, juré ;
- Duquenel, juré ;
- Émery, juré ;
- Fauvetti, juré ;
- Feneaux, juré ;
- Étienne Foucault[15], né à Burges-les-Bains, juge, condamné no 2792, et guillotiné par le TR ;
- Antoine-Quentin Fouquier-Tinville, accusateur public, condamné no 2791 et guillotiné par le TR ;
- François Garnier-Launay, né à Paris, substitut de l'accusateur public, condamné no 2794 et guillotiné par le TR ;
- Gauthier, juré ;
- Georges Ganney, juré[13] ;
- Gemont, juré ;
- François Gérard, peintre ;
- Pierre-François Girard, juré, né à Azan (Jura), condamné et guillotiné par le TR ;
- Gouillard, juré ;
- Gravier, juré ;
- Michel-Nicolas Grebeauval État de la magistrature en France, Duhamel, 1788 (ou Grebauval ou Gribeauval), substitut de l'accusateur public ;
- Givois, substitut de l'accusateur public ;
- Hannoyer, juré ;
- Martial Herman, président no 2, condamné no 2806 et guillotiné par le TR ;
- Lafontaine, juré ;
- Jean-Louis-Paul Laporte (maire de Lassay-les-Châteaux), juré, substitut de l'accusateur public ;
- Laurent, juré ;
- Laveyron, juré ;
- Gilbert Liendon (de Paris), substitut de l'accusateur public ;
- Pierre-Nicolas-Louis Leroy, dit Dix-Août, juré, condamné et guillotiné par le TR ;
- Jacques Nicolas Lumière, juré[13] ;
- Marhel, juré ;
- Masson, juré ;
- Meyère, juré ;
- Jacques Bernard Marie Montané, président no 1, arrêté le 17 juillet 1794, acquitté le 12 septembre 1795 ;
- Moulin, juré ;
- Muguin, juré ;
- Marc Claude Naulin, vice-président ;
- Nicolas, imprimeur, juré, condamné no 2736 et guillotiné par le TR ;
- Pechts, juré ;
- Paillet, substitut de l'accusateur public ;
- Petit-Tressin, juré ;
- Pijot, juré ;
- Potherel, juré ;
- Presselin, juré ;
- Jean-Louis Prieur, juré, guillotiné par le TR ;
- Pierre-Louis Ragmey, juge, vice-président, mais ne siège jamais, étant président du Tribunal de Brest avec Donzé-Verteuil[14] ;
- Léopold Renaudin, né à Saint-Rémy (Vosges), juré[13], condamné no 2796 et guillotiné par le TR ;
- Royer, substitut de l'accusateur public ;
- Roussillon, président par intérim en remplacement de Montané ;
- Jean-Baptiste Sambat, juré[13] ;
- Gabriel-Toussaint Scellier, vice-président et guillotiné par le TR ;
- Subleyras, juré, nommé juge par le décret du 22 prairial an II, mais ne siège pas étant occupé à la présidence des comités populaires ;
- François Topino-Lebrun, juré ;
- François Trinchard , juré[13], nommé juge par le décret du 22 prairial an II, mais ne siège pas étant occupé à la présidence des comités populaires ;
- Joachim Vilate, né à Allun (Creuse), juré, demeurant au Palais-National, condamné no 2793 et guillotiné par le TR.

#### Tribunal révolutionnaire d'après le 27 juillet 1794
- Abrial, vice-président ;
- Pierre Jean Agier, président ;
- Ardouin, juge reconduit ;
- Bido, vice-président ;
- Bordet, substitut de l'accusateur public ;

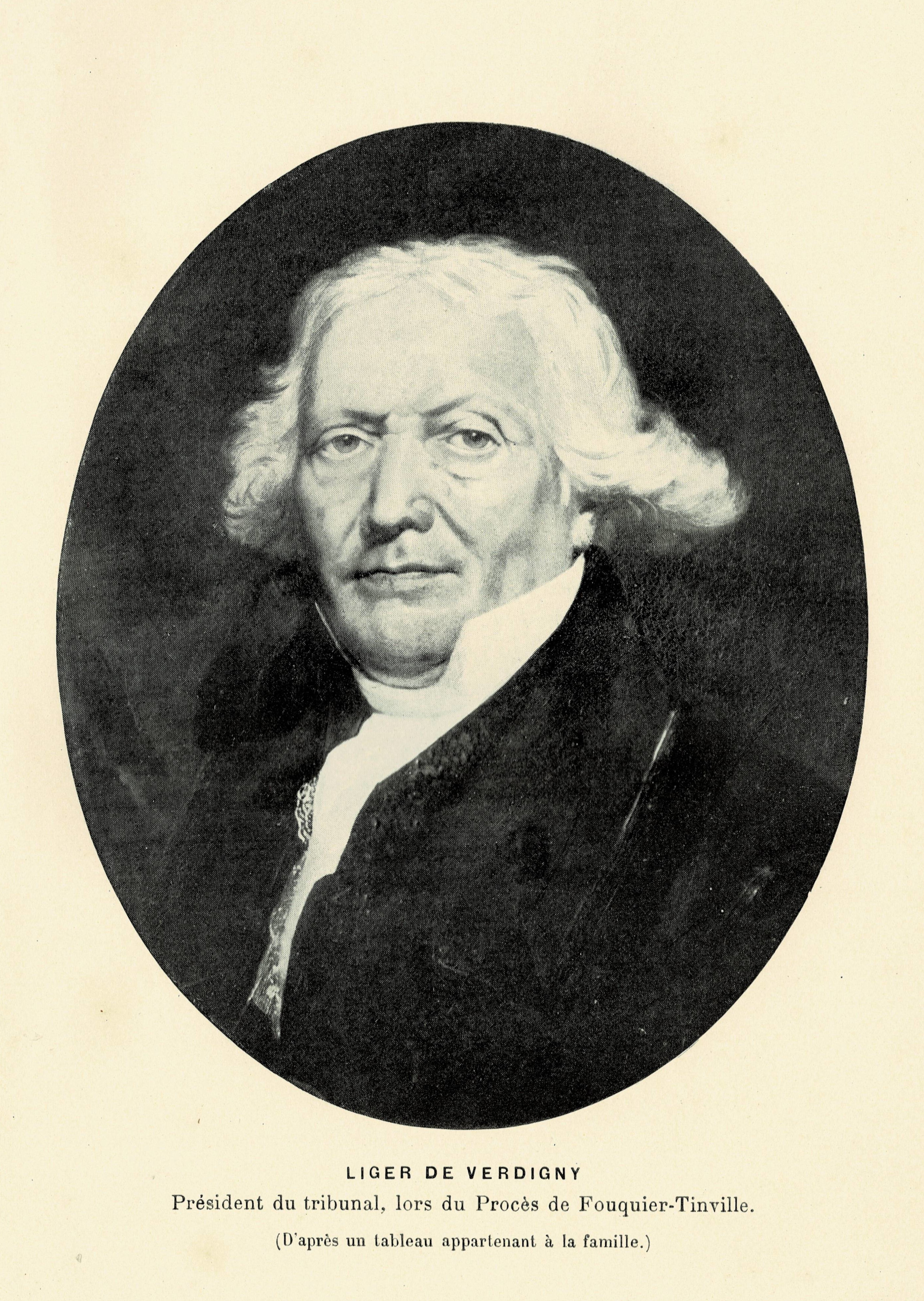
Pierre Paul Marie Liger-Verdigny.

- Bravet, vice-président, ancien juge au Tribunal révolutionnaire ;
- Couturier, substitut de l'accusateur public ;
- Dajoux ou Dejoux, citoyen d'Aurillac, vice-président ;
- Gabriel Deliège, vice-président ;
- Delrautteau, juré ;
- Denizot, vice-président, ancien juge au Tribunal révolutionnaire ;
- Claude-Emmanuel Dobsen, président ;
- Dumoulin, vice-président ;
- Dutil, du comité révolutionnaire de la section du Temple, juré ;
- Forestier, vice-président ;
- Gau, juge ;
- G.-F. Godinet, vice-président ;
- Gourmeaux, juge ;
- Granger, substitut de l'accusateur public ;
- Hardouin, vice-président, ancien juge au Tribunal révolutionnaire ;
- Jaly, vice-président ;
- Laplante, vice-président ;
- Michel-Joseph Leblois, accusateur public (successeur de Fouquier-Tinville en août 1794);
- Pierre Paul Marie Liger-Verdigny[16], vice-président ;
- Maire, juge ;
- Métivié, juré ;
- Meyère, vice-président, ancien juré au Tribunal révolutionnaire ;
- Paillet, juré, ancien juge du Tribunal révolutionnaire ;
- Perrin, vice-président ;
- Petit d'Hauterive (Pierre), substitut de l'accusateur public[17];
- Poulnot, vice-président ;
- Presselin, juré, ancien juré au Tribunal révolutionnaire ;
- Savary (de Cholet), vice-président ;
- Jean-Bernard-Caprais Sembauzel (d'Agen), substitut de l'accusateur public ;
- Sembla, juré, ancien juré au Tribunal révolutionnaire ;
- François Topino-Lebrun, juré, reconduit.

## Liste chronologiques des Présidents de Cour
1. Jacques-Bernard-Marie Montané 13 mars 1793 au 23 août 1793
2. Martial Herman 28 août 1793 au 7 avril 1794
3. René-François Dumas 8 avril 1794 au 27 juillet 1794
4. Claude-Emmanuel Dobsen 28 juillet 1794 au 31 mai 1795

## Liste chronologiques des Procureurs de la République
1. (Louis-Joseph Faure) rejette son élection le 13 mars 1793
2. Antoine Fouquier-Tinville 13 mars 1793 au 1er août 1794
3. Michel-Joseph Leblois août 1794 à janvier 1795
4. Antoine Judicis janvier 1795 au 31 mai 1795

### Personnalités condamnées à mort

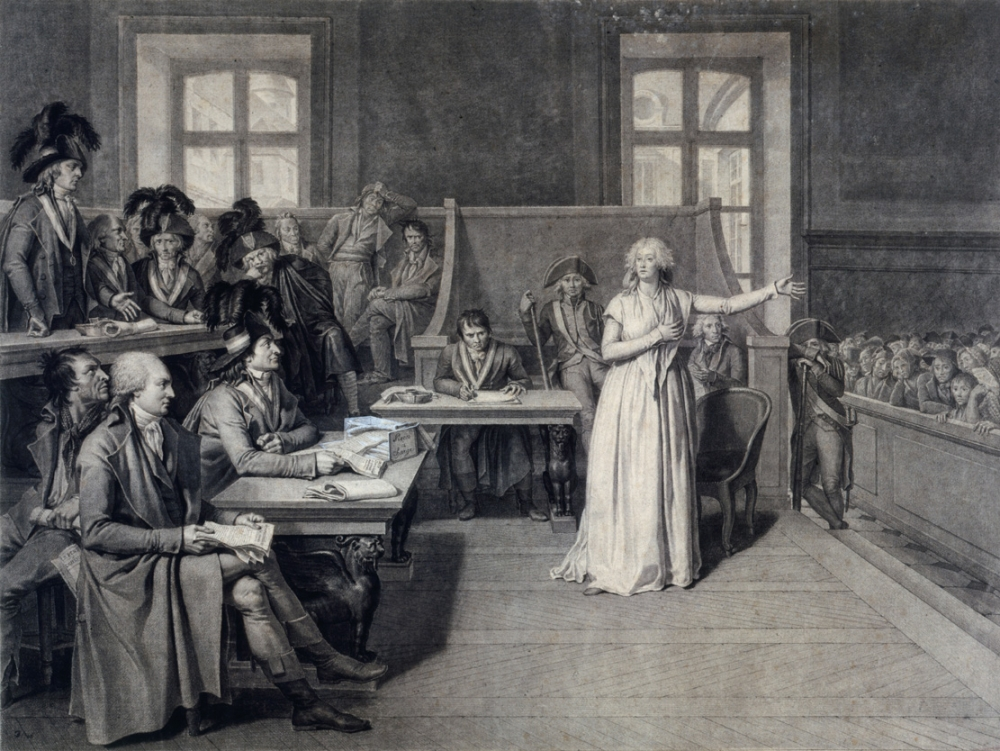
Procès de Marie-Antoinette le 15 octobre 1793,
dessin de Pierre Bouillon, pierre noire, Paris, musée Carnavalet, 1793.
Hébert est représenté assis au premier plan, devant l'accusateur public Fouquier-Tinville.

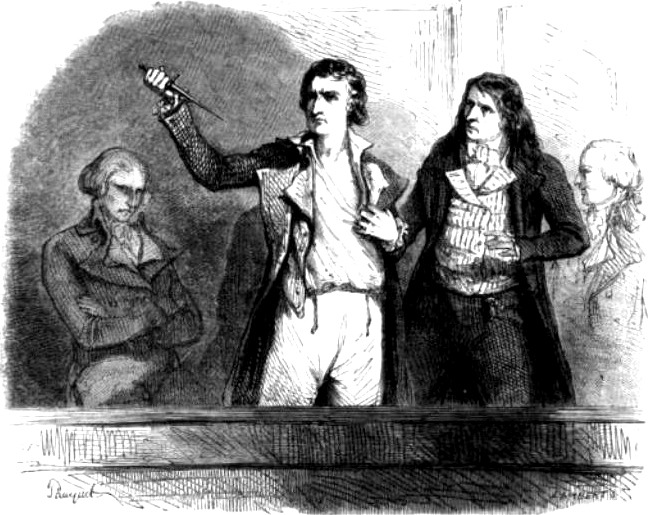
Dufriche-Valazé se poignardant, à la lecture du verdict du Tribunal révolutionnaire le condamnant à mort, plutôt que de monter à l'échafaud. Gravure du XIXe siècle.

- Jean Sylvain Bailly, maire de Paris (10 novembre 1793) ;
- Antoine Barnave (29 novembre 1793) ;
- Général Alexandre de Beauharnais (23 juillet 1794) ;
- Philippe François Rouxel de Blanchelande (15 avril 1793) ;
- Claude-François Bertrand de Boucheporn, intendant de Corse puis Pau et Auch (20 février 1794, Toulouse) ;
- Jacques Pierre Brissot (30 octobre 1793) ;
- Jacques Cazotte, romancier, auteur du Diable amoureux (entre le 11 et le 25 septembre 1792) ;
- François Chabot (début avril 1794) ;
- Sœur Charlotte de la Résurrection, et les carmélites de Compiègne (avant le 17 juillet 1794) ;
- Claude-Louis Châtelet, peintre, juré au Tribunal révolutionnaire (6 mai 1795) ;
- Pierre-Gaspard Chaumette (avant le 13 avril 1794) ;
- André Chénier, poète (juillet 1794) ;
- Anacharsis Cloots ;
- Charlotte Corday, le 16 juillet 1793 ;
- Jean-Baptiste Carrier ;
- Georges Couthon ;
- Général Adam Philippe de Custine, le 27 août 1793, puis son fils ;
- Georges Jacques Danton ;
- Camille Desmoulins ;
- Lucile Desmoulins ;
- Général Arthur Dillon ;
- Madame du Barry ;
- René-François Dumas, ancien président du TR ;
- Madame Élisabeth ;
- Jean-Jacques d'Eprémesnil ;
- Françoise-Augustine Duval d'Eprémesnil ;
- Amiral Charles Henri d'Estaing ;
- Fabre d'Églantine ;
- Rosalie Filleul, peintre pastelliste ;
- Jean-Baptiste Fleuriot-Lescot ;
- Antoine Fouquier-Tinville ;
- Junius Frey, un des premiers Juifs étrangers à obtenir avec son frère la citoyenneté française automatique, beau-frère de François Chabot ;
- Armand Gensonné ;
- Jean-Baptiste Gobel, évêque constitutionnel de Paris ;
- Olympe de Gouges ;
- François Hanriot ;
- Jacques René Hébert ;
- Marie Marguerite Françoise Hébert ;
- Hérault de Séchelles ;
- Lamoignon de Malesherbes, protecteur des Encyclopédistes, avocat de Louis XVI ;
- Pierre Henri Hélène Lebrun-Tondu ;
- Isaac Le Chapelier ;
- Simon Linguet, écrivain ;
- Antoine Lavoisier, fermier général ;
- Marie-Antoinette ;
- Le duc d'Orléans dit « Philippe-Égalité » ;
- Charles-Nicolas Osselin, ancien président du Tribunal révolutionnaire ;
- Maximilien de Robespierre ;
- Augustin Robespierre ;
- Madame Roland ;
- Jacques Roux ;
- Louis Antoine de Saint-Just ;
- Madame de Sainte-Amarante, salonnière ;
- Charlotte-Rose-Émilie de Sainte-Amaranthe (19 ans) et son frère Louis (16 ans) ;
- Philibert Simond ;
- Charles François de Virot de Sombreuil ;
- Pierre Victurnien Vergniaud.

### Personnalités acquittées
- Jean-Paul Marat
- Erard-Louis-Guy de Chastenay-Lanty

### Sources primaires
- Actes du tribunal révolutionnaire, éditions Mercure de France, coll. « Le temps retrouvé », 2005, 640 p.  (ISBN 9782715225916).
- Archives parlementaires de 1787 à 1860 : recueil complet des débats législatifs et politiques des Chambres françaises, 1re série, 1787 à 1799. t. LX.
- Jean-Baptiste Sirey, Du tribunal révolutionnaire, frimaire an III (1794), chez l'imprimeur Du Pont, Rue de la Loi (Paris), 104 pages.